# Sando (kommunhuvudort)
Sando är en kommunhuvudort i Spanien.   Den ligger i provinsen Provincia de Salamanca och regionen Kastilien och Leon, i den centrala delen av landet, 210 km väster om huvudstaden Madrid. Sando ligger 839 meter över havet och antalet invånare är 240.
Terrängen runt Sando är platt. Runt Sando är det mycket glesbefolkat, med 2 invånare per kvadratkilometer. Närmaste större samhälle är Ledesma, 16,2 km nordost om Sando. Trakten runt Sando består i huvudsak av gräsmarker.